# Арцишевский, Иосиф Алоизович
Иосиф Алоизович Арцишевский (19 марта (31 марта) 1853 — после 1910) — русский военный деятель, полковник.
Потомственный дворянин Витебской губернии. По вероисповеданию — православный.

## Образование и начало службы
Окончил 5 классов Витебской классической гимназии. На военной службе с 1871, рядовой, в том же году унтер-офицер 64-го Казанского пехотного полка. В 1872—1874 учился в Рижском пехотном юнкерском училище, которое окончил по второму разряду.

## Участие в Русско-турецкой войне
В 1874 вернулся в 64-й Казанский пехотный полк, в составе которого в 1877—1878 участвовал в Русско-турецкой войне. Участвовал во взятии Ловчи, в неудачном штурме Плевны и последующей блокаде этого города, завершившейся капитуляцией турецких войск, в переходе через Балканы, в сражении у Шейново и Шипки. С декабря 1877 командовал ротой в своём полку. За отличия во время войны награждён тремя русскими и одним румынским орденами.

## Продолжение службы
После окончания войны продолжал командовать различными ротами, а в 1880—1883 — учебной командой полка. С 1888 служил в Сибири, переведён в 5-й Восточно-Сибирский стрелковый батальон, где командовал ротой. С 1889 — в 7-м Восточно-Сибирском стрелковом батальоне в качестве и. о. заведующего хозяйством (1889—1890) и заведующего хозяйством (1890—1893). С 1893 — в 9-м Восточно-Сибирском стрелковом батальоне, комендант урочища «Новокиевское».
В 1894—1905 служил на Сахалине, был командиром Корсаковской местной команды.

## Участие в Русско-японской войне
Во время Русско-японской войны 1904—1905 — начальник обороны Южного Сахалина, командир вновь образованного Корсаковского резервного батальона. В 1905 командовал 1-м партизанским отрядом, в который входили Корсаковский резервный батальон, кавалерийский дружинный отряд, команда крейсера «Новик» (всего 415 человек) Под напором превосходящих японских войск, высадившихся на Сахалине 24 июня (7 июля) 1905, отряд отступал в глубь острова. К 30 июня (12 июля) японцы начали его окружение. В этих условиях остатки отряда были 3 июля (16 июля) 1905 пленены японскими войсками в районе села Дальнее и отправлены в Японию.
Возвратился из плена 12 декабря (25 декабря) 1905, возглавлял комиссию по разбору и удовлетворению жалоб сахалинских военных чинов и регистрации дружинников.
С 1906 служил в 5-м Восточно-Сибирском стрелковом полку. Дата смерти неизвестна — не ранее 1910.

## Прохождение службы
- С 1874 — портупей-юнкер.
- С 1875 — прапорщик.
- С 1877 — подпоручик.
- С 1878 — поручик.
- С 1883 — штабс-капитан.
- С 1887 — капитан.
- С 1898 — подполковник.
- С 1905 — полковник.

## Награды
- орден Св. Анны 4-й степени (1878).
- орден св. Анны 3-й степени с мечами и бантом (1879).
- Орден Святого Станислава 3-й степени с мечами и бантом (1879).
- орден св. Станислава 2-й степени (1891)
- орден св. Анны 2-й степени (1896).
- орден св. Владимира 4-й степени с бантом (1899).
- орден св. Владимира 3-й степени (1905).
- Румынский Железный крест.

## Семья
Был дважды женат. В первом браке имел двух дочерей (Ольгу и Лидию). Во втором браке — с дочерью священника Марией Ивановной, урождённой Гомзяковой — пять дочерей (Веру, Нину, Софию, Екатерину, Людмилу).

## Память об Арцишевском
В его честь названы мыс и река Арцишевского (Корсаковский городской округ).